# Dysydent (polityka)

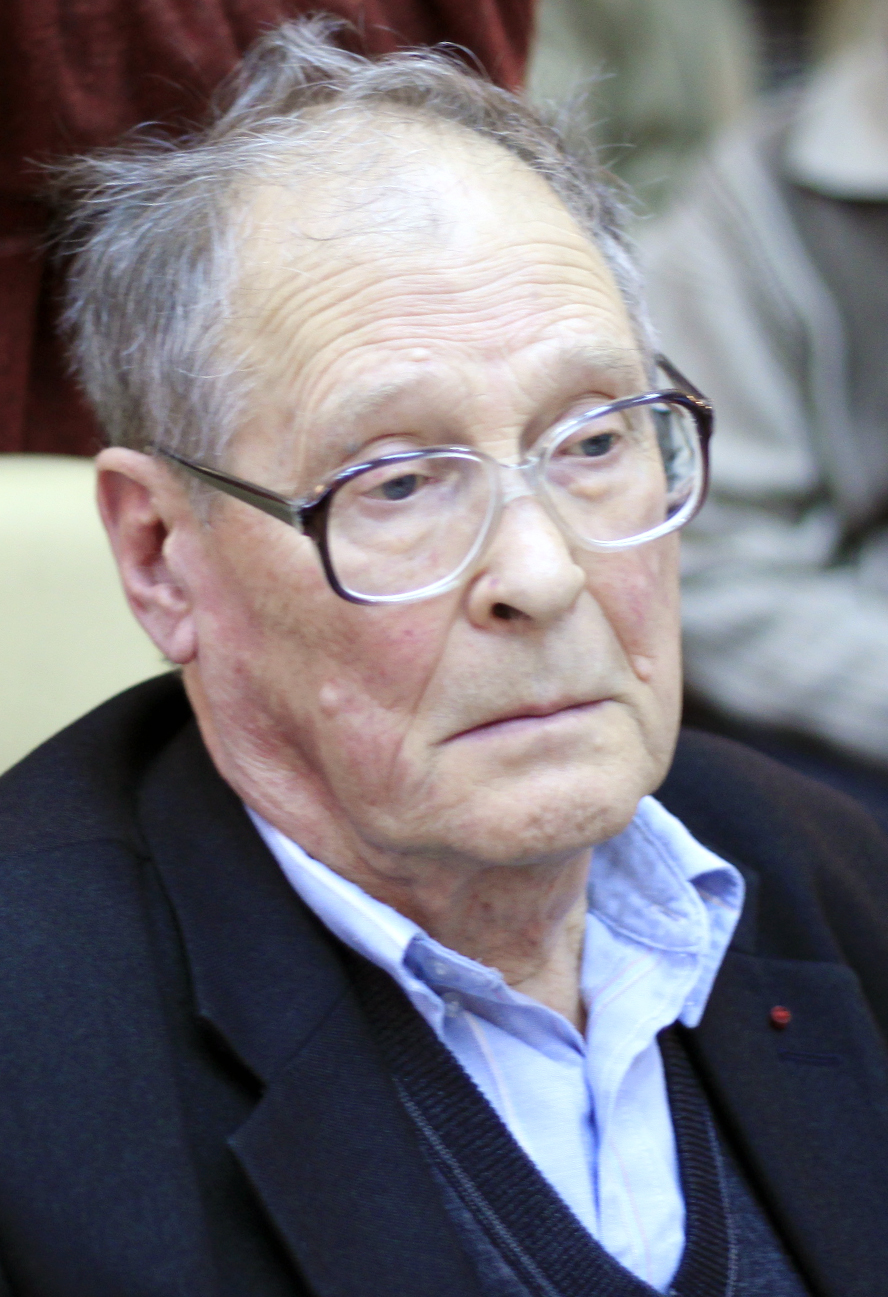
Radziecki dysydent Siergiej Kowalow

Dysydent – człowiek  przeciwstawiający się panującej władzy lub ideologii, często  represjonowany z tego powodu.